# Loško polje
Loško polje (tudi Loška dolina) je kraško polje na jugu Slovenije. Leži med Blokami na severu, Racno goro na vzhodu in Snežnikom ter Javornikov na zahodu in jugu. Prek okrog 6 km dolgega in okrog 4 km širokega polja s povprečno nadmorsko višino med 570 in 590 m poteka pas triasnega dolomita dinarskih smeri.  

## Hidrologija
Ima ravno, deloma poplavljeno dno, vendar se po morfologiji, hidrologiji ter tudi po gospodarski rabi prostora precej razlikuje od sosednjih kraških polj v porečju reke Ljubljanice.  
Ob južnem robu polja blizu gradu Snežnik je izvir Mali Obrh, v katerega priteka voda s Snežnika. Na vzhodni strani je blizu Vrhnike pri Ložu izvir Velikega Obrha, ki dovaja vodo z Racne gore in Loškega potoka. Obe reki tečeta nekoliko poglobljeni v ravnico polja, se zlijeta pod Pudobom in ponikata na severnem robu polja v 850 m dolgi jami Golobina pod Škriljami. V Loško dolino se s kraškega zaledja izpod Snežniškega pogorja izlivajo le hidrološki presežki, zato so na tem območju pogoste poplave, zlasti ob močnejšem jesenskem deževju. Poplavno ogrožen je zahodni, neposeljen del polja pod Danami. 
Kot posebnost kraškega sveta je znana tudi Križna jama kot pretočna vodna jama med kraškimi polji. Leži na severnem robu Loške doline in ima 22 jezer. Jezera ločujejo sigasti pragovi. Po podzemnih vodnih kanalih je možen ogled podolgovatih jezer med Kalvarijo in Kristalno goro le s čolni. Jama je znana po najdbah kosti ledenodobnega jamskega medveda. 

## Kmetijstvo
Nekoč je bil poplavljen večji del polja, zato so ob koncu 19. stoletja skopali nižji vhod v jamo in tako znižali in skrajšali poplave na polju. Polje obdaja bolj strmo in z gozdom poraslo obrobje. Njive so po vsej ravnini, travniki pa v nižjih delih ob potokih. Travniki in pašniki so tudi na obrobnih dolomitnih položnih pobočjih, zlasti na prisojnih straneh.
Dokaj velika naselja so gručasta ali pa obcestna. Gospodarsko in kulturno središče Loškega polja je Stari trg pri Ložu z lesno in s kovinsko industrijo.